# بلک ریور (جامائیکا)
بلک ریور (به لاتین:Black River) یک شهر در جامائیکا است که در سنت الیزابت، جامائیکا واقع شده‌است.